# Southmayd (Teksas)
Southmayd je grad u američkoj saveznoj državi Teksas. Prema popisu stanovništva iz 2010. u njemu je živjelo 992 stanovnika.